# Singapore Airlines

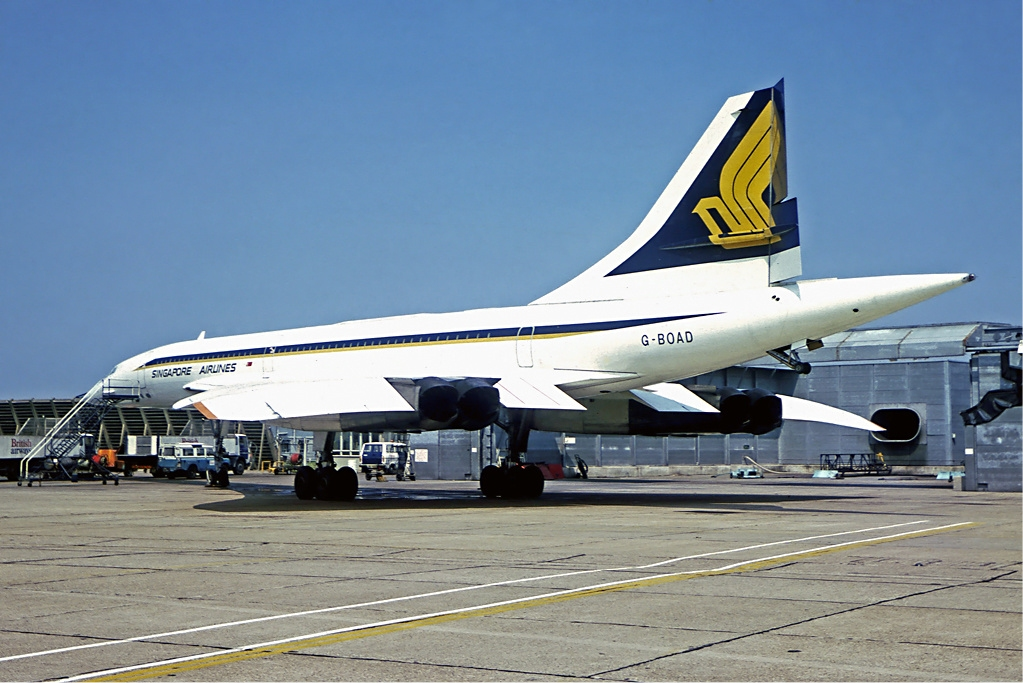
Concorde, (G-BOAD) met Singapore Airlines beschildering aan één kant van de romp op Heathrow in 1980

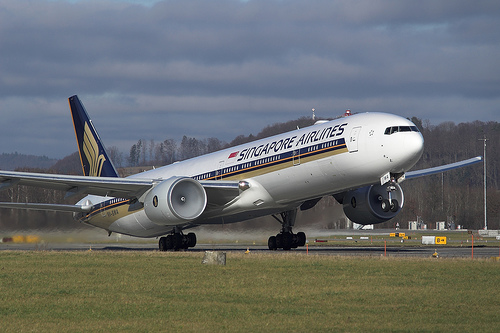
Een Boeing 777-300ER van Singapore Airlines

Singapore Airlines is de nationale luchtvaartmaatschappij van Singapore. Thuishaven is de Internationale Luchthaven Changi. Het is sinds 2000 lid van de luchtvaartalliantie Star Alliance.
SilkAir is een dochtermaatschappij die regionale vluchten verzorgt. Verder heeft SIA een lagekostenluchtvaartmaatschappij voor vluchten op lange afstanden Scoot en een meerderheidsbelang in Tiger Airways. Temasek Holdings heeft 55% van de aandelen in Singapore Airlines in handen.

## Geschiedenis
Singapore Airlines (SIA) begon als "Malayan Airways Limited" in 1946, en de eerste (charter)vlucht werd op 2 april 1947 uitgevoerd, de eerste lijnvlucht tussen Singapore en Kuala Lumpur begon op 1 mei 1947 van Kallang Airport. Toen Singapore in 1965 uit de Maleisische Federatie werd geweerd waar het zich in 1963 bij had aangesloten, werd de naam in 1966 gewijzigd in Malaysia-Singapore Airlines. Hierna groeide de luchtvaartmaatschappij in een rap tempo, onder andere door de toevoeging van de Boeing 707 en de Boeing 737 aan haar vloot.
Door politieke spanningen tussen Maleisië en Singapore werd in 1972 besloten Malaysia-Singapore Airlines op te splitsen in twee luchtvaartmaatschappijen; Singapore Airlines en Malaysia Airline System (het huidige Malaysia Airlines). Het Singaporese deel hield alle Boeing's en in de jaren erna bleef de luchtvaartmaatschappij groeien in Azië. Ook werden Boeing 747's aangekocht.
In december 1977 deed SIA een gooi naar supersonisch verkeer door samen met British Airways een dienst tussen Bahrein en Singapore te starten. SIA heeft voor deze dienst overwogen eigen Concordes te huren, maar het bleef bij een Britse Concorde (G-BOAD) met SIA beschildering opéén kant van de romp (en op de andere kant British Airways beschildering). De Concorde vloog 1 week toen Maleisië het overvliegen verbood. Het toestel behield wel de beschildering en op 24 januari 1979 werd de dienst hervat. Door opgelegde beperkingen werd het supersonische deel van het traject steeds korter en liep de bezettingsgraad terug, op 1 november 1980 is SIA gestopt met de Concorde.
In de jaren 80 werden ook vluchten naar Noord-Amerikaanse en Europese bestemmingen uitgevoerd. In 1989 voegde de luchtvaartmaatschappij ook de allernieuwste Boeing 747-400 toe aan haar vloot. Vanaf de jaren 90 ging SIA ook naar Zuid-Afrika vliegen.
Op 29 september 2000 plaatste SIA een order voor 10 Airbus A380 toestellen, plus een optie op nog eens 15 stuks, en was daarmee de launch customer van de A380. Oorspronkelijk was het de bedoeling dat de eerste commerciële vlucht in het najaar van 2006 zou plaatsvinden, maar door vertragingen in de ontwikkeling van het toestel werd dit 25 oktober 2007. Drie dagen later begon een lijndienst tussen Singapore en Sydney. Vanaf 18 maart 2008 volgden dagelijkse commerciële vluchten tussen Singapore en Londen. De vloot groeide tot 19 exemplaren in 2018. In november 2020 besloot de maatschappij zeven A380 toestellen uit de vloot te verwijderen, waardoor er 12 A380s overblijven.
Van 2004 tot en met 2013 werden er non-stop vluchten naar Newark uitgevoerd, met de Airbus A340-500. De vlucht tussen Singapore en Newark was destijds met een vluchtduur van 18 uur de langste commerciële lijndienst ter wereld.
In december 2012 verkocht SIA haar belang van 49% in Virgin Atlantic Airways aan het Amerikaanse Delta Airlines. Delta betaalt € 277 miljoen voor de aandelen, dat is minder dan de helft van wat Singapore Airlines in 1999 betaalde voor dit minderheidsbelang.
In november 2015 deed SIA een bod op de aandelen Tiger Airways die het nog niet in handen had. SIA had een belang van 55,6% en bood S$ 453 miljoen voor de overige aandelen. In februari 2016 had SIA zo'n 90% van de aandelen in handen en kon beginnen met de integratie van de twee maatschappijen. Tiger Airways heeft de vier jaren voor 2016 met verlies afgesloten en SIA rekent op betere resultaten door een inniger samenwerking.
Eind november 2022 viel het besluit Vistara en Air India, in handen van Tata-groep, samen te voegen. Vistara werd in 2013 opgericht door SIA en Tata (51% van de aandelen). Zodra alle vereiste goedkeuringen binnen zijn, zal Vistara opgaan in Air India. SIA zal nog een flink bedrag in de combinatie investeren en daarmee een aandelenbelang van 25,1% in het vergrote Air India verkrijgen.

## Bestemmingen
SIA vliegt (februari 2021) naar 137 bestemmingen wereldwijd. De meeste regionale vluchten worden door SilkAir uitgevoerd, daarom heeft Singapore Airlines ook geen kleine toestellen in haar vloot.
Singapore Airlines vlucht 21 was de langste non-stop lijnvlucht in de wereld. Het was een vlucht van Newark Liberty International Airport (in New York) naar Singapore Changi Airport van ongeveer 15.330 km over de Noordpool, die ongeveer achttien en een half uur duurt. De terugkerende vlucht, Singapore Airlines vlucht 22, was de op een na langste vlucht in de wereld. Deze vlucht is vijftien minuten korter als gevolg van de overheersende wind. Singapore Airlines voerde deze vluchten uit met de Airbus A340-500. Op 11 oktober 2018 start SIA opnieuw rechtstreekse vluchten naar Newark, dit keer met de Airbus A350-900ULR.

## Vloot
De vloot van Singapore Airlines bestond in februari 2021 uit 139 toestellen.